# Alexander Nikolajewitsch Moskalenko
Alexander Nikolajewitsch Moskalenko (russisch Александр Николаевич Москаленко; * 4. November 1969 in der Staniza Perejaslowskaja, Region Krasnodar, Sowjetunion) ist ein ehemaliger russischer Trampolinturner und Olympiasieger.
Moskalenko gewann im Laufe seiner Karriere zahlreiche Weltmeistertitel. 1990 wurde er mit der Mannschaft und im Einzel Weltmeister, im Synchronturnen gewann er Silber. Zwei Jahre darauf errang er schließlich in allen drei Disziplinen Gold, ein Erfolg, den er 1999 und 2001 wiederholen konnte. Insgesamt wurde er 14-mal Weltmeister und viermal Vizeweltmeister. Er ist damit der erfolgreichste Trampolinturner in der Geschichte des Sports.
Ursprünglich hatte Moskalenko seine Karriere Mitte der 1990er-Jahre beendet, gab aber 1998 sein Comeback, nachdem feststand, dass Trampolinturnen Teil des olympischen Programms in Sydney 2000 sein wird. Bei den Spielen gewann er schließlich im Einzel die Goldmedaille. Im Jahr darauf gewann er bei den World Games die Goldmedaille im Synchronturnen. Bei seiner zweiten Olympiateilnahme 2004 errang er die Silbermedaille hinter Jurij Nikitin.
Kurz darauf beendete er seine Karriere.